# Кабанту, Луи-Пьер-Франсуа
Луи́-Пьер-Франсуа́ Кабанту́ (фр. Louis-Pierre-François Cabantous; 19 января 1812, Лимож — 1872) — французский юрист, специалист по  административному праву.

## Биография
Родился 19 января 1812 года в Лиможе. Окончил филологический, а затем юридический факультет университета. С 1841 года — заместитель профессора в Дижонском университете. С 1843 года — профессор административного права в Университете Экса, эту должность он занимал до самой смерти. С 1863 года — декан юридического факультета Университета Экса. В 1872 году выставлял свою кандидатуру на выборах в Государственный совет, однако не был избран, получив лишь 254 голоса. Скончался в том же 1872 году.

## Сочинения
Известен прежде всего как автор курса административного права «Répétitions écrites sur le droit administratif», первое издание которого вышло в 1854 году, а при жизни автора вышли ещё три переработанных издания . После смерти Кабанту курс выдержал ещё два издания, подготовленных профессором Университета Нанси Жюлем Льежуа (в 1873 и 1881 годах). Помимо этого, Кабату был автором многочисленных статей на тему административного права. Печатался в «Revue de législation et de jurisprudence», «Revue critique de législation» и «Journal du Palais».